# Escrime en France
En France, l'escrime est le sport  français le plus titré  aux Jeux olympiques. En effet 130 médailles olympiques ont été remportées par des athlètes français depuis la création des nouveaux jeux olympiques.
| Place | Sport   | Médaille d'or | Médaille d'argent | Médaille de bronze | Total |
| ----- | ------- | ------------- | ----------------- | ------------------ | ----- |
| 1     | Escrime | 45            | 47                | 38                 | 130   |

## Histoire
Au XVe siècle, l'escrime médiévale disparaît et est rendue obsolète par l'utilisation des armes à feu. La rapière fait alors son apparition importée d'Italie et le duel du point d'honneur remplace à cette époque le duel judiciaire. Face au nombre croissant de jeunes aristocrates tués lors de ces affrontements les édits d’interdiction se multiplient mais sans résultat. Richelieu fit paraître un nouvel édit d'interdiction le 2 juin 1626, prévoyant la peine de mort pour les contrevenants. 
Lors de la seconde partie du XIXe siècle, l'escrime connait un fort regain dans le milieu bourgeois avec la création en 1852 de l’École de gymnastique et d’escrime de Joinville. En 1869, Napoléon III réinstaure l'instruction obligatoire de l'escrime aux soldats. En 1877, un règlement complet prévoit de rendre l'escrime à l'épée obligatoire dans la cavalerie et l'infanterie, et l'escrime au sabre obligatoire dans la cavalerie et facultative dans l'infanterie. Les années 1880 marquent aussi le retour des duels dans la société. La revue Escrime française mentionne de nombreux duels entre députés et journalistes. En 1882, la Société d'encouragement à l'escrime est créée. Il s'agit du premier organisme dirigeant de l'escrime en France. Le premier tournoi d’escrime moderne a lieu à Paris le 15 janvier 1893 et les premiers  Championnats de France d'escrime, limités au seul fleuret, ont lieu en 1897. En 1906, la SEE devient la Fédération nationale des sociétés d'escrime et salles d'armes de France, avant de devenir la Fédération française d'Escrime.

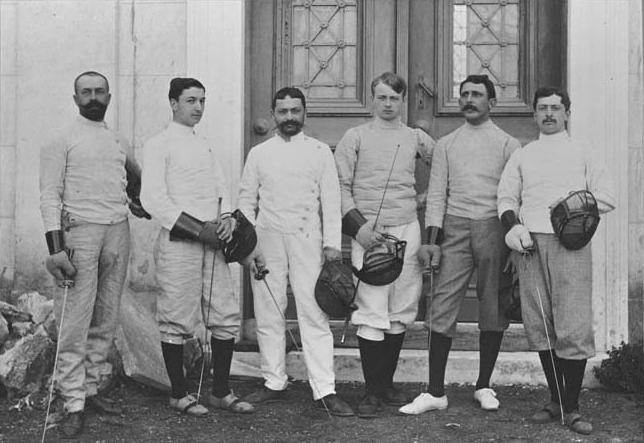
L'équipe française aux JO de 1896.

Lors des Jeux de Paris de 1900, la France remporte 15 médailles (5 de chaque métal, attribuées rétroactivement par le CIO), le record pour la délégation française.
Pour les Jeux de Stockholm de 1912, la France et l'Italie boycottent les épreuves en raison de disputes au sujet de la réglementation. 
Dans l'optique de résoudre ces conflits, la Fédération internationale d'escrime est fondée à Paris le 29 novembre 1913. Quelques mois plus tard, en juin 1914, les conventions d'escrime sont adoptées, rédigées par Louis de Chasseloup-Laubat et Camille Prévost pour l'épée et de fleuret, et le hongrois Bela Nagy pour le sabre. À cette occasion, le français devient la langue officielle et obligatoire pour l’arbitrage.
En 1921, se tient à Paris le Championnat international d'escrime, première compétition mondiale d'escrime après les Jeux olympiques, remplacées en 1937 par les Championnats du monde d'escrime, se tenant également à Paris pour la première édition. A l'occasion des Jeux olympiques d'été de 1924 à Paris, les épreuves d'escrime s'ouvrent aux femmes, précurseurs comparativement à d'autres disciplines du sport féminin.
En 1975, Christian Noël devient le premier français à remporter la coupe du monde d'escrime, en fleuret.

## Organisation de l'escrime en France
L'escrime française est organisée par la fédération française d'escrime (ou FFE).
Il y a 31 ligues académiques régionales, et un comité départemental par département.
Les ligues régionales organisent les épreuves officielles qualificatives pour les différents championnats nationaux de toutes catégories d'âge, entraînent et perfectionnent les espoirs régionaux, forment les cadres et les arbitres.
Les comités départementaux chargés de créer, d'organiser et d'animer l'activité dans son secteur géographique.
On comptait 58 951 licenciés en 2008. Le nombre de licences délivrées par la FFE suit une tendance baissière avec 55 000 licences délivrées en 2014, soit une diminution de 5,8% par rapport aux 58 374 validées en 2013.
La coordination des équipes nationales et l'organisation technique de l'escrime en France est assurée par le DTN (Directeur Technique National) : actuellement Christian Peeters.
Les niveaux des licenciés, notamment chez les jeunes, sont illustrés par des blasons. Ils permettent de mesurer la progression dans l'apprentissage de ce sport. C'est le maître d'armes qui les attribue après une évaluation adaptée au niveau brigué. Les blasons sont au nombre de quatre : le premier est le jaune, puis vient le rouge et enfin le bleu. Le blason vert est décerné aux arbitres et récompense l'aptitude à l'arbitrage.

## Pratique de l'escrime
L'escrime se pratique dans une salle d'armes. Ces équipements sportifs sont pour la quasi-totalité la propriété des communes ou des régions.
C'est l'un des seuls sports de combat qui permet aux sportifs de se mesurer à n'importe qui, quels que soient le sexe, la taille, le poids ou encore l'âge. L'escrime peut se pratiquer dès l'âge de 5 ans et permet à des vétérans la pratique jusqu'à un âge très avancé.

## Compétitions
Plus de 5000 compétitions sont organisées en France chaque année, ceci tenant compte des catégories d'âge de poussin à vétéran, du sexe, et de l'arme pratiquée (fleuret, épée, sabre). Les compétitions permettent l'établissement d'un classement aboutissant à la sélection pour les championnats de France.
Plusieurs grands prix mondiaux et coupes du monde se déroulent aussi en France, par exemple :
- le Challenge International de Paris : au fleuret, tous les mois de janvier
- le Challenge SNCF Réseau : à l'épée, tous les mois de mai
- l'ancien Challenge Genty : au fleuret, féminin, tous les mois de novembre
- la Coupe du monde d'Orléans : au sabre, féminin, tous les mois de novembre.

## Liste des médaillés olympiques français en escrime
L'escrime a rapporté 130 médailles olympiques : 45 en or, 44 en argent et 38 en bronze (total après les  JO 2024). Voici la liste des médaillés français en escrime :
| Édition               | Or | Argent | Bronze |  |
| --------------------- | --- | --- | --- |  |
| 1896 : Athènes        | 1 · - Fleuret : Eugène-Henri Gravelotte | 2 · - Fleuret : Henri Callot · - Fleuret (maître d'armes) : Maurice Perronnet | |  |
| 1900 : Paris          | 5 · - Fleuret : Émile Coste · - Fleuret (maître d'armes) : Lucien Mérignac · - Épée (maître d'armes) : Albert Ayat · - Épée (maître d'armes et amateurs) : Albert Ayat · - Sabre : Georges de la Falaise | 5 · - Fleuret : Henri Masson · - Fleuret (maître d’armes) : Alphonse Kirchhoffer · - Épée : Louis Perrée · - Épée (maître d'armes) : Emile Bougnol · - Sabre : Léon Thiébaut | 5 · - Fleuret : Jacques Boulenger · - Fleuret (maître d’armes) : Jean-Baptiste Mimiague · - Épée (amateurs) : Léon Sée · - Épée (maître d’armes) : Henri Laurent · - Épée (maître d’armes et amateurs) : Léon Sée                                                     |  |
| 1904 : Saint-Louis    | Pas de médailles | Pas de médailles | Pas de médailles |  |
| 1908 : Londres        | 2 · - Épée : Gaston Alibert · - Épée par équipes : Gaston Alibert, Henri-Georges Berger, Charles Collignon, Bernard Gravier, Alexandre Lippman, Eugène Olivier, Jean Stern | 1 · - Épée : Alexandre Lippman | 1 · - Épée : Eugène Olivier |  |
| 1912 : Stockholm      | boycott des épreuves d'escrime | boycott des épreuves d'escrime | boycott des épreuves d'escrime |  |
| 1920 : Anvers         | 1 · - Épée : Armand Massard | 4 · - Fleuret : Philippe Cattiau · - Fleuret par équipes : Gaston Amson, Lionel Bony de Castellane, Philippe Cattiau, Roger Ducret, Lucien Gaudin, André Labattut, Marcel Perrot, Georges Trombert · - Épée : Alexandre Lippman · - Sabre par équipes : Henri de Saint-Germain, Jean Lacroix, Jean Margraff, Marc Perrodon, Georges Trombert, Jean Mondielli, Lucien Gaudin | 3 · - Fleuret : Roger Ducret · - Épée : Georges Buchard · - Épée hommes par équipes : Gaston Amson, Georges Buchard, Georges Casanova, Alexandre Lippman, Armand Massard, Émile Moreau, Georges Trombert                                                              |  |
| 1924 : Paris          | 3 · - Fleuret : Roger Ducret · - Fleuret par équipes : Philippe Cattiau, Jacques Coutrot, Guy de Luget, Roger Ducret, Lucien Gaudin, Henri Jobier, André Labattut, Joseph Péroteaux · - Épée par équipes : Georges Buchard, Roger Ducret, Lucien Gaudin, André Labattut, Lionel Liottel, Alexandre Lippman, Georges Tainturier                                                                | 3 · - Fleuret : Philippe Cattiau · - Épée : Roger Ducret · - Sabre : Roger Ducret | |  |
| 1928 : Amsterdam      | 2 · - Fleuret : Lucien Gaudin · - Épée : Lucien Gaudin | 3 · - Fleuret par équipes : Philippe Cattiau, Roger Ducret, Raymond Flacher, André Gaboriaud, Lucien Gaudin, André Labattut · - Épée : Georges Blanchard · - Épée par équipes : Gaston Amson, René Barbier, Georges Buchard, Emile Cornic, Armand Massard, Bernard Schmetz                                                                                                  | |  |
| 1932 : Los Angeles    | 2 · - Fleuret par équipes : René Bondoux, René Bougnol, Philippe Cattiau, Édward Gardère, René Lemoine, Jean Piot · - Épée par équipes : Georges Buchard, Philippe Cattiau, Fernand Jourdant, Jean Piot, Bernard Schmetz, Georges Tainturier | 1 · - Épée : Georges Buchard | |  |
| 1936 : Berlin         | | 2 · - Fleuret : Édward Gardère · - Fleuret par équipes : René Bondoux, René Bougnol, Jacques Coutrot, André Gardère, Édward Gardère, René Lemoine · | 1 · - Épée par équipes : Georges Buchard, Philippe Cattiau, Henri Dulieux, Michel Pécheux, Bernard Schmetz, Paul Wormser |  |
| 1948 : Londres        | 3 · - Fleuret : Jehan Buhan · - Fleuret par équipes : André Bonin, René Bougnol, Jehan Buhan, Jacques Lataste, Christian d'Oriola, Adrien Rommel · - Épée par équipes : Edouard Artigas, Marcel Desprets, Henri Guérin, Maurice Huet, Henri Lepage, Michel Pécheux | 1 · - Fleuret : Christian d'Oriola | |  |
| 1952 : Helsinki       | 2 · - Fleuret : Christian d'Oriola · - Fleuret par équipes : Jehan Buhan, Christian d'Oriola, Jacques Lataste, Claude Netter, Jacques Noël, Adrien Rommel | | 1 · - Sabre par équipes : Jean Laroyenne, Jacques Lefèvre, Jacques Levavasseur, Bernard Morel, Maurice Piot, Jean-François Tournon |  |
| 1956 : Melbourne      | 1 · - Fleuret : Christian d'Oriola | 1 · - Fleuret par équipes : Bernard Baudoux, Roger Closset, René Coicaud, Christian d'Oriola, Jacques Lataste, Claude Netter | 2 · - Fleuret dames : Renée Garilhe · - Épée par équipes : Daniel Dagallier, Yves Dreyfus, Armand Mouyal, Claude Nigon, René Queyroux |  |
| 1960 : Rome           | Pas de médailles | Pas de médailles | Pas de médailles |  |
| 1964 : Tokyo          | | 2 · - Fleuret : Jean-Claude Magnan · - Sabre : Claude Arabo · | 3 · - Fleuret : Daniel Revenu · - Fleuret par équipes : Jacky Courtillat, Jean-Claude Magnan, Christian Noël, Daniel Revenu, Pierre Rodocanachi - Épée par équipes : Claude Bourquard, Claude et Jacques Brodin, Yves Dreyfus, Jacques Guittet                        |  |
| 1968 : Mexico         | 1 · - Fleuret par équipes : Gilles Berolatti,Jacques Dimont, Jean-Claude Magnan, Christian Noël, Daniel Revenu | | 1 · - Fleuret : Daniel Revenu |  |
| 1972 : Munich         | | 1 · - Épée : Jacques Ladegaillerie | 2 · - Fleuret : Christian Noël · - Fleuret par équipes : Gilles Berolatti, le directeur Jean-Claude Magnan, Christian Noël, Daniel Revenu, Bernard Talvard |  |
| 1976 : Montréal       | | 1 · - Fleuret par équipes dames : Brigitte Gapais-Dumont, Claudette Herbster-Josland, Brigitte Latrille-Gaudin, Christine Muzio, Véronique Trinquet | 2 · - Fleuret : Bernard Talvard · - Fleuret par équipes messieurs : Didier Flament, Christian Noël, Frédéric Pietruszka, Daniel Revenu, Bernard Talvard |  |
| 1980 : Moscou         | 4 · - Fleuret dames : Pascale Trinquet · - Fleuret dames par équipes : Isabelle Bégard, Véronique Brouquier, Brigitte Latrille-Gaudin, Christine Muzio, Pascale Trinquet · - Fleuret par équipes : Philippe Bonnin, Bruno Boscherie, Didier Flament, Pascal Jolyot, Frédéric Pietruszka · - Épée par équipes : Philippe Boisse, Hubert Gardas, Patrick Picot, Philippe Riboud, Michel Salesse | 1 · - Fleuret : Pascal Jolyot | 1 · - Épée : Philippe Riboud |  |
| 1984 : Los Angeles    | 2 · - Épée : Philippe Boisse · - Sabre : Jean-François Lamour | 2 · - Epée par équipes : Philippe Boisse, Jean-Michel Henry, Olivier Lenglet, Philippe Riboud, Michel Salesse · - Sabre par équipes : Philippe Delrieu, Franck Ducheix, Hervé Granger-Veyron, Pierre Guichot, Jean-François Lamour | 3 · - Fleuret dames par équipes : Véronique Brouquier, Brigitte Latrille-Gaudin, Anne Meygret, Laurence Modaine, Pascale Trinquet · - Fleuret par équipes : Marc Cerboni, Patrick Groc, Pascal Jolyot, Philippe Omnès, Frédéric Pietruszka · - Épée : Philippe Riboud |  |
| 1988 : Séoul          | 2 · - Sabre : Jean-François Lamour · - Épée par équipes : Jean-Michel Henry, Olivier Lenglet, Philippe Riboud, Eric Srecki, Frédéric Delpla | 1 · - Épée : Philippe Riboud | |  |
| 1992 : Barcelone      | 2 · - Fleuret : Philippe Omnès · - Épée : Eric Srecki | | 3 · - Épée : Jean-Michel Henry · - Sabre : Jean-François Lamour · - Sabre par équipes : Jean-Philippe Daurelle, Franck Ducheix, Hervé Granger-Veyron, Pierre Guichot, Jean-François Lamour                                                                            |  |
| 1996 : Atlanta        | 2 · - Épée dames : Laura Flessel · - Épée dames par équipes : Laura Flessel, Valérie Barlois, Sophie Moressée-Pichot | 2 · - Fleuret : Lionel Plumenail · - Épée dames : Valérie Barlois | 3 · - Fleuret : Franck Boidin · - Sabre : Damien Touya · - Épée par équipes : Jean-Michel Henry, Robert Leroux, Eric Srecki |  |
| 2000 : Sydney         | 1 · - Fleuret par équipes : Jean-Noël Ferrari, Brice Guyart, Lionel Plumenail, Patrice Lhotellier | 4 · - Épée : Hugues Obry · - Sabre : Matthieu Gourdain · - Épée par équipes : Hugues Obry, Eric Srecki, Jean-François Di Martino · - Sabre par équipes : Damien Touya, Julien Pillet, Matthieu Gourdain, Cédric Seguin | 1 · - Épée dames : Laura Flessel |  |
| 2004 : Athènes        | 3 · - Fleuret : Brice Guyart · - Épée par équipes : Erik Boisse, Jérôme Jeannet, Fabrice Jeannet, Hugues Obry · - Sabre par équipes : Damien Touya, Gaël Touya, Julien Pillet, Boris Sanson | 1 · - Epée : Laura Flessel | 2 · - Épée dames : Maureen Nisima · - Épée dames par équipes : Laura Flessel, Maureen Nisima, Hajnalka Kiraly-Picot, Sarah Daninthe |  |
| 2008 : Pékin          | 2 · - Sabre par équipes : Nicolas Lopez, Julien Pillet, Boris Sanson · - Épée par équipes : Fabrice Jeannet, Jérôme Jeannet, Ulrich Robeiri | 2 · - Sabre : Nicolas Lopez · - Épée : Fabrice Jeannet | |  |
| 2012 : Londres        | Pas de médailles | Pas de médailles | Pas de médailles |  |
| 2016 : Rio de Janeiro | 1 · - Epée par équipes : Gauthier Grumier, Yannick Borel, Daniel Jérent, Jean-Michel Lucenay | 1 · - Fleuret par équipes : Erwann Le Péchoux, Jérémy Cadot, Enzo Lefort, Jean-Paul Tony Helissey | 1 · - Épée : Gauthier Grumier |  |
| 2020 : Tokyo          | 2 · - Épée : Romain Cannone · - Fleuret par équipes : Enzo Lefort, Erwann Le Péchoux, Julien Mertine, Maxime Pauty | 2 · - Fleuret dames par équipes : Ysaora Thibus, Anita Blaze, Pauline Ranvier, Astrid Guyart · - Sabre dames par équipes : Sara Balzer, Cécilia Berder, Manon Brunet, Charlotte Lembach | 1 · - Sabre dames : Manon Brunet |  |
| 2024 : Paris          | 1 · - Sabre : Manon Brunet | 4 · - Sabre : Sara Balzer · - Épée : Yannick Borel · Auriane Mallo · - Épée dames par équipes : Marie-Florence Candassamy, Alexandra Louis-Marie, Auriane Mallo, Coraline Vitalis | 2 · - Sabre messieurs par équipes : Sébastien Patrice, Maxime Pianfetti, Boladé Apithy, Jean-Philippe Patrice · Fleuret messieurs par équipe : Maximilien Chastanet, Enzo Lefort, Julien Mertine, Maxime Pauty                                                        |  |

## Les clubs
En France, les 800 clubs d'escrime, agréés par la Fédération française d'escrime, encadrent la pratique de ce sport à l'aide d'un millier de maîtres d'armes (BEES d'escrime). Ceux-ci sont  aidés par des initiateurs, des moniteurs, et des prévôts.
Il existe différents domaines proposés en fonction du club : escrime de compétition, escrime loisir, escrime artistique, escrime première touche , escrime vétéran, escrime handisport.
Tous les pratiquants sont licenciés aupres de la FFE.
Quelques clubs :
- Levallois Sporting Club Escrime
- Cercle d'escrime Melun Val de Seine
- Masque de fer
- Amicale Tarbaise d'Escrime
- PUC
- US Métro
- Cercle d'escrime orléanais

## Médias
- Escrime Magazine – mensuel géré par la FFE.
- Une émission de télévision sur Sport+

## Équipementiers
Le principal sponsor de la Fédération française d'escrime est l'équipementier anglais Leon Paul.
Il existe un certain nombre d'autres équipementiers présents sur le territoire français notamment les suivants :
- Escrime Diffusion (Allstar)
- Prieur
- Planète Escrime
- Glisca
- Sport7
- Leon Paul
- Fencewithfun (FWF Fechtwelt)